# Daniel Mougel
Daniel Mougel (Cornimont, 17 settembre 1957) è un ex sciatore alpino francese.

## Biografia
Slalomista puro originario di La Bresse, Mougel ottenne il primo piazzamento in Coppa del Mondo il 4 gennaio 1983 a Parpan (13º) e ai Mondiali di Bormio 1985 si classificò 7º (suo unico piazzamento iridato); il 14 gennaio 1986 conquistò a Berchtesgaden l'unico podio in Coppa del Mondo (3º) e ottenne l'ultimo piazzamento agonistico nello slalom speciale di Coppa del Mondo disputato il 25 gennaio 1987 a Kitzbühel (11º). Non prese parte a rassegne olimpiche; è marito di Marina Laurençon e padre di Laurie, a loro volta sciatrici alpine.

## Palmarès

### Coppa del Mondo
- Miglior piazzamento in classifica generale: 66º nel 1986
- 1 podio:
  - 1 terzo posto

### Campionati francesi
- 2 medaglie (dati parziali fino alla stagione 1986-1987):
  - 1 oro (slalom speciale nel 1979)[senza fonte]
  - 1 bronzo (slalom speciale[3] nel 1987)